# 우나민 밀리운디 산맥

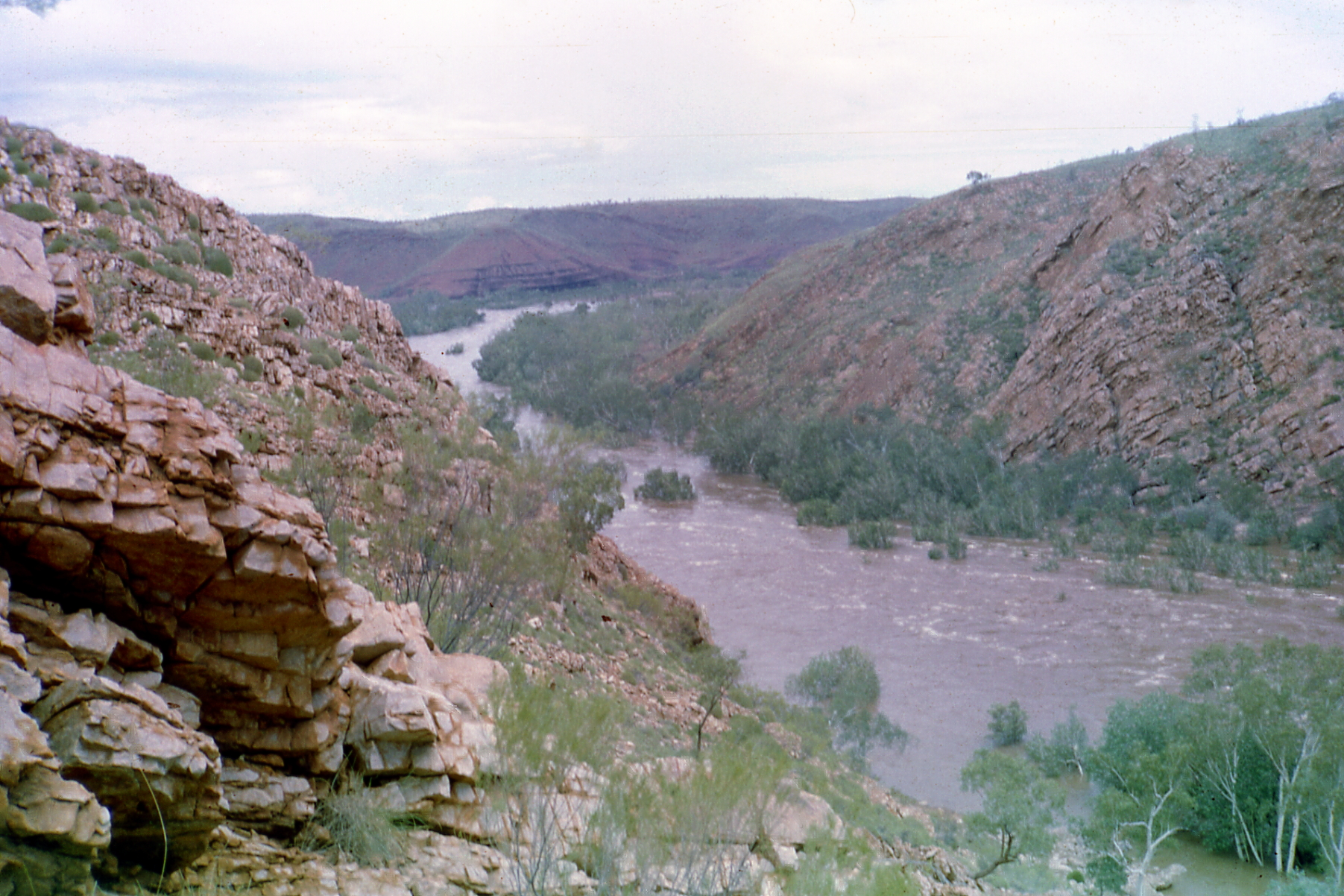
산맥을 가로지르는 마가렛 강

우나민 밀리운디 산맥(Wunaamin Miliwundi Ranges) (1879년부터 2020년까지는 킹 레오폴드 산맥(King Leopold Ranges))은 웨스턴오스트레일리아 킴벌리 지역에 있는 산맥이다,

## 명칭
이 산맥은 1879년 6월 6일 킴벌리 지역을 탐험하던 탐험가 알렉산더 포레스트(Alexander Forrest)가 그의 탐사에 대한 벨기에 국왕 레오폴 2세의 관심에 대해 감사하는 뜻에서 그의 이름을 따서 명명했다. 그러나 콩고 자유국에서 벌어진 학살 행위와 관련해서 레오폴 2세의 이름을 개칭해야 한다는 요구가 제기되었고 그에 따라 원주민 명칭으로의 개칭이 결정되었다.

산맥은 2020년 7월 1일 벤 와이어트(Ben Wyatt) 국토부 장관에 의해 공식적으로 우나민 밀리운디 산맥(Wunaamin Miliwundi Ranges)으로 이름이 변경되었다.

## 지형
산맥은 길이가 567km인 초승달 모양이며 면적은 약 30,794제곱킬로미터이다. 이 지역의 평균 높이는 약 600m이다. 가장 높은 지점은 웰스 산(Mount Wells)의 정상으로 해발 고도는 983m이다. 다음으로 가장 높은 두 봉우리는 936m의 오드 산(Mount Ord) 및 927m인 브룸 산(Mount Broome)이다.
1. 1 2  Collins, Ben; Parke, Erin (2020년 7월 1일). “WA Government confirms King Leopold Ranges to be renamed the Wunaamin Miliwundi Ranges”. 《ABC News》 (Australian Broadcasting Corporation). 2020년 7월 3일에 확인함.
2. ↑  Forrest, Alexander (1880년 2월 8일). “From the De Grey to Port Darwin: Journal of Exploration”. 《The West Australian》. 1S면. 2013년 8월 19일에 확인함.
3. ↑  “King Leopold Ranges renamed to honour Aboriginal culture”. 《Government of Western Australia》. 2020년 7월 3일. 2020년 7월 3일에 원본 문서에서 보존된 문서. 2020년 7월 3일에 확인함.
4. ↑  “Western Australia's King Leopold Ranges renamed Wunaamin Miliwundi Ranges”. 《The Guardian》. 2020년 7월 3일. 2020년 7월 3일에 확인함.
5. ↑  “Bonzle Digital Atlas - Map of King Leopold Ranges”. 2009. 2009년 3월 11일에 확인함.
6. ↑  “Landgate Media Release - Proposal to rename King Leopold Ranges” (PDF). 2008. 2009년 9월 24일에 원본 문서 (PDF)에서 보존된 문서. 2009년 3월 12일에 확인함.